# Zeren Spor Kulübü
Lo Zeren Spor Kulübü è un club femminile pallavolistico turco, con sede ad Ankara: milita nel campionato turco di Sultanlar Ligi.

## Storia
Lo Zeren Spor Kulübü viene fondato nel 2022 e iscritto alla Voleybol 2. Ligi: si classifica al primo posto prima nel suo girone e poi nella finale dei play-off promozione, centrando la promozione in Voleybol 1. Ligi. Nella stagione 2023-24 partecipa quindi al campionato cadetto, classificandosi primo al nel girone B, prima di essere eliminato nelle semifinali dei play-off promozione. Approda quindi in Sultanlar Ligi grazie all'acquisto del titolo sportivo del Çukurova, debuttandovi nel campionato 2024-25, chiuso al quinto posto. 

## Rosa 2024-2025
| N° | Nome                | Ruolo | Data di nascita   | Nazionalità sportiva |
| -- | ------------------- | ----- | ----------------- | -------------------- |
| 1  | Hilal Kocakara      | P     | 1º gennaio 2002   | Turchia              |
| 3  | Gülçin Doğan        | L     | 19 maggio 1990    | Turchia              |
| 4  | Beren Yeşilırmak    | O     | 1º giugno 2005    | Turchia              |
| 5  | Şeyma Ercan         | S     | 5 luglio 1994     | Turchia              |
| 6  | Kübra Akman         | C     | 13 ottobre 1994   | Turchia              |
| 7  | Fatma Beyaz         | C     | 16 aprile 1995    | Turchia              |
| 9  | Brankica Mihajlović | O     | 13 aprile 1991    | Serbia               |
| 10 | İdil Kanbur         | S     | 30 agosto 1999    | Turchia              |
| 11 | Elizaveta Kočurina  | C     | 1º ottobre 2002   | Russia               |
| 13 | Bianka Mumcular     | S     | 18 giugno 2006    | Turchia              |
| 14 | Ceren Cihan         | L     | 3 febbraio 1991   | Turchia              |
| 15 | Aleksandra Uzelac   | S     | 27 luglio 2004    | Serbia               |
| 17 | Samanta Fabris      | O     | 8 febbraio 1992   | Croazia              |
| 18 | Yasemin Şahin       | C     | 28 gennaio 1995   | Turchia              |
| 22 | Ofelia Malinov      | P     | 29 febbraio 1996  | Italia               |
| 36 | Ceren Hasdemir      | S     | 24 settembre 2007 | Turchia              |